# Sit capnegre

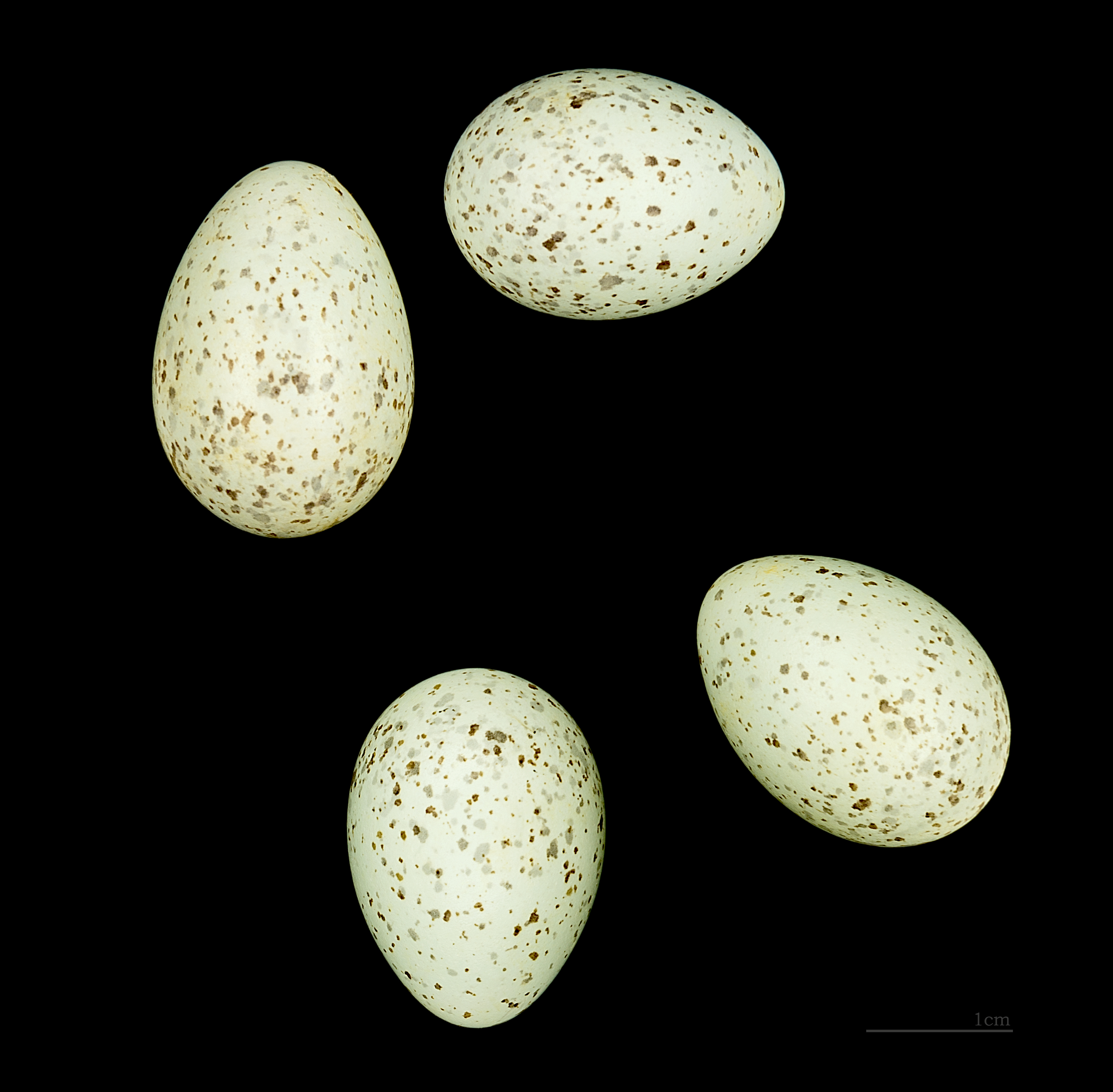
Ous de sit cap-negre.

El sit capnegre (Emberiza melanocephala) és una espècie d'ocell de la família dels emberízids (Emberizidae) que habita planures àrides, pis inferior de boscos clars, horts i ciutats del sud-est d'Europa i sud-oest d'Àsia, des d'Itàlia, Península Balcànica, Grècia i Creta, cap a l'est, a través de Xipre, Turquia, Orient Pròxim i nord d'Iraq fins a l'Iran i la regió entre la mar Càspia i la mar Negra.

## Descripció
Aquest ocell fa 15 cm de llarg, cua llarga i més gros que el repicatalons. El mascle reproductor té les parts inferiors de color groc brillant, les parts superiors de color castany i una caputxa negra. La femella és semblant al mascle però amb les parts inferiors més pàl·lides, l'esquena de color marró grisós i el cap grisenc. El juvenil és semblant, però té les narius grogues i ambdós poden ser difícils de separar dels plomatges corresponents del sit cara-roig, molt semblant tot i que el sit capnegre tendeix a tenir les galtes més fosques que la gola. Els mascles de primer any tenen la capçada grisa i a l'esquena tenen taques de color castany grisós. Les femelles de primer any poden ser difícils de separar de les femelles del sit cap-roig encara que tenen més ratlles a la capçada que a la part baixa de l'esquena. Les narius són grogues.
El sit capnegre i el sit cap-roig representen espècies germanes que formen un clade juntament amb el sit crestat.

## Distribució i hàbitat
El sit capnegre cria en zones obertes de matolls, incloses zones agrícoles. A l'hivern es traslladen a Àsia i es mouen en grans estols als camps agrícoles i als prats. La migració més llarga observada d'un individu anellat és d'uns 7.000 km. Es va determinar que un altre ocell anellat havia volat 1.000 km en set dies. Els mascles formen ramats purs durant la migració i arriben als quarters d'hivern molt abans que les femelles. La zona d'hivernada a l'Índia es troba principalment a l'oest i el nord i s'estén cap al sud fins al nord de Karnataka. A l'hivern formen grans joques comunals en acàcies espinoses, sovint unint-se a altres espècies com el pardal collgroc.
La principal zona de reproducció s'estén des del sud-est d'Europa fins a Àsia central. Els llocs d'hivernada es troben principalment a l'Índia, encara que s'han trobat divagants hivernant a l'est del Japó, Xina, Hong Kong, Tailàndia, Laos, Corea del Sud i Malàisia. A l'estiu, els divagants poden aparèixer tant al nord d'Europa com Noruega.

## Comportament i ecologia
El sit capnegre es troba en estols mentre s'alimenta als prats per obtenir llavors. Es reprodueixen a l'estiu, construint un niu en un arbust baix o a terra. El niu és una copa feta d'herba seca i folrada de pèl. La posta està formada per quatre o sis ous. Els ous es desclouen al cap d'uns 13 dies i els polletssón volanders passats uns 10 dies. De joves, l'aliment natural consisteix en insectes i en cas d'escassetat o ja d'adults, també mengen llavors. A Bulgària, el desplom de les tiges de la bufassa (Onopordum acanthium) sobre les quals construeixen els nius, ha provocat una elevada mortalitat; Es creu que això és un exemple d'una trampa ecològica. Al nord de l'Iran, hi ha una regió de superposició de l'àrea de distribució amb el sit cap-roig i és habitual la hibridació encara que les dades moleculars indiquen que hi ha una divergència genètica considerable entre les dues espècies.
Igual que el sit cap-roig però a diferència de molts altres Emberiza, té dues mudes en un any. Se sotmet a una muda els mesos d'hivern abans de tornar a migrar a la regió de reproducció i una altra després de la reproducció. Els ocells joves, primer tenen un plomatge discret, després, abans de migrar, muden en un plomatge juvenil i finalment, els mesos d'hivern, assumeixen un plomatge adult.
A l'hivern, el crit és un piulet d'una sola nota o un “zrit” suau. El cant consta d'una sèrie d'estrofes sonores, cadascuna formada per unes notes agudes i dures que s'acceleren en una barreja tentinejant amb algunes notes clares entrecreuades abans d'aturar-se bruscament.

## Taxonomia
El sit capnegre va ser descrit formalment el 1769 pel naturalista austríac Giovanni Antonio Scopoli amb el nom binomial Emberiza melanocephala. La localitat tipus és Carniola a Eslovènia. L'espècie és monotípica: no es reconeix cap subespècie. El nom del gènere Emberiza prové de l'alemany alamànic «Embritz» un «bunting», i l'específic «melanocephala» combina el grec antic «melas» que significa "negre", i «kephale» que significa "cap".